# Android Pie
Android Pie (inačica 9.0) deveta je glavna inačica Googleovog operacijskog sustava Android. Pie donosi novi sustav upravljanja baterijom, novi način navigacije sučeljem, prečace na određene radnje unutar različitih aplikacija, nove sigurnosne značajke i drugo.

## Povijest
Android 9 najavljen je 7. ožujka 2018. godine, a isti dan je izdana i prva testna inačica. Druga testna inačica beta kvalitete izdana je 8. svibnja 2018. godine. Treća, četvrtka i peta testna inačica izdane su 6. lipnja, 2. srpnja i 25. srpnja 2018. godine.
Stabilna inačica Androida 9 izdana je 6. kolovoza 2018. godine, kada je Google ujedno i objavio da će nositi naziv "Pie". Android Pie prvo je postao dostupan kao nadogradnja za uređaje iz Googleove serije pametnih telefona Pixel. Essential Phone prvi je uređaj kojeg nije proizvode Google, a koji je primio nadogradnju na Android Pie. Prvi uređaj na kojem je Android Pie bio predinstaliran jest Sony Xperia XZ3.

## Funkcije

### Platforma
Android Pie uvodi veće promjene u upravljanju baterijom. Pomoću algoritama i povijesnih podataka o učestalosti korištenja aplikacija predviđa koje će aplikacije korisnik pokrenuti i daje prioritet određenim pozadinskim procesima. Uvedeno je i automatsko prilagođavanje svjetline zaslona s obzirom na detektirano osvjetljenje okoline u kojem se uređaj nalazi. U odnosu na prijašnje funkcije automatskog prilagođavanja svjetline, "Adaptive Brightness" koristi strojno učenje. Ove su funkcije razvijene u suradnji s Googleovom podružnicom DeepMind.
API za autentikaciju pomoću otiska prsta prerađen je kako bi podržavao i druge metode biometrijske autentikacije, kao što je skeniranje lica i čitači otisaka prstiju koji su ugrađeni u zaslon uređaja. API za kamere dobio je podršku za više kamera. Uvedena je i podrška za High Efficiency Image File Format (HEIF), VP9 Profile 2 i DNS over TLS.
Android Go inačica Androida Pie zauzima manje prostora u odnosu na prijašnje izdanje i uvodi poboljšanja vezana uz sigurnost i pohranu.

## Vanjske poveznice
- Službena stranica